# San Román (Candamo)
San Román es una parroquia del concejo de Candamo, en el Principado de Asturias (España). Alberga una población de 290 habitantes (INE 2021). Ocupa una extensión de 5,20 km².
Está situada en la zona central del concejo, en el valle del río Nalón. Limita al norte con la parroquia de Ventosa; al este con la de El Valle; al sur, con la de Aces; al suroeste, con la de San Tirso; y al oeste y noroeste con la de Fenolleda.
La principal vía de comunicación es la carretera AS-236, que atraviesa la parroquia y comunica el concejo de Pravia con Grullos y el concejo de Grado. El llamado Puente de San Román, que salva el río Nalón, comunica el lugar de San Román con la aldea de Ferreras, y a través de las carreteras AS-38 y CD-2, dan salida a la parroquia de San Tirso y al concejo de Salas la primera, y a la parroquia de Aces la segunda.
Por otra parte, San Román cuenta con una estación de la línea férrea construida por la Sociedad General de Ferrocarriles Vasco Asturiana, explotada actualmente por FEVE e integrada en la red de cercanías de Asturias, en la línea F-7, comunicando Oviedo con San Esteban de Pravia.
La parroquia se asienta en el fondo del valle del Nalón, ascendiendo por la ladera de la sierra del Valle, donde cerca de su cima se oculta la Cueva de La Peña, símbolo de San Román y que Ramón Prieto Bances describe como:
Es una peña blanca, y su blancura resplandece sobre todo en las noches de luna.
Quizá el siglo XVIII fue el de mayor esplendor para la parroquia, cuando las grandes familias reconstruyeron los palacios que aún se conservan en la actualidad. El más antiguo es probablemente el conocido como La Torre, levantado en el siglo XVI por Juan Bernaldo de Miranda, perteneciendo posteriormente a la familia Benavides. Aunque fue deteriorado debido a un incendio, aún se pueden contemplar sus paredes con ventanas y saeteras que le dan un contundente carácter defensivo.
El palacio de los Valdés Bazán destaca por su galería, y fue considerado en su día uno de los más importantes de Asturias. El 28 de julio de 1792 recibió la visita del ilustrado Gaspar Melchor de Jovellanos, quien así dejó constancia en sus diarios:
Excelente casa de campo situada en lo alto al Norte del Nalón, y como a un tiro de su orilla, ampliada por el Señor Don Fernando de Valdés Quirós, asistente que fue de Sevilla y del Consejo de su Majestad en el de hacienda, abuelo del actual poseedor el capitán de navío Don José Valdés Flórez y padre del teniente general y ministro de Marina, del mariscal de campo y del brigadier de los reales ejércitos, Don Antonio, Don Rafael y Don Fernando Valdés Bazán.
Este palacio fue rehabilitado e inaugurado en mayo de 1999 como nuevo centro de interpretación de la Cueva de la Peña.
A finales del siglo XIX y principios del XX, tuvieron especial importancia las obras promovidas por los indianos, personas oriundas de San Román que habían emigrado a América y habían conseguido hacer fortuna. Realizaron obras como la del edificio de las escuelas, iglesia, cementerio, lavadero,... Tres familias destacaron en esta labor benéfica: los Bances, los García y los Menéndez, estos últimos propietarios, en su época, de la famosa fábrica de puros cubana H. Upmann.
La parroquia, celebra con oficio religioso las festividades de La Candelaria, en febrero, y San Lorenzo, el 10 de agosto.

## Demográfica
|                                                  |
| Fuentes: INE - Gráfica de población de San Román |

## Poblaciones
Según el nomenclátor de 2009 la parroquia está formada por las poblaciones de:
- Ferreras (aldea): 34 habitantes.
- Las Parrucas (aldea): 15 habitantes.
- San Román (lugar): 276 habitantes

## Enlaces exrternos
- Wikimedia Commons alberga una categoría multimedia sobre San Román.

- Datos: Q527623
- Multimedia: San Román, Candamo / Q527623